# جان كارلوس ألفيس كورال
جان كارلوس ألفيس كورال (بالبرتغالية: Jean Carlos Alves Coral‏) (2 يناير 1988 في البرازيل - ) هو لاعب كرة قدم برازيلي في مركز الهجوم. لعب مع أونس كالداس وبوتافوغو ريغاتاس وفيتوريا دي غيماريش ونادي جوفنتودي ونادي سيارا ونادي فيغورينسي ونادي كريسيوما ونادي يبيرانغا.

## وصلات خارجية
- جان كارلوس ألفيس كورال على موقع قاعدة بيانات كرة القدم.إي يو (الإنجليزية)
- جان كارلوس ألفيس كورال على موقع Soccerway.com (الإنجليزية)